# Funaria beyrichii
Funaria beyrichii är en bladmossart som beskrevs av Georg Ernst Ludwig Hampe 1879. Funaria beyrichii ingår i släktet spåmossor, och familjen Funariaceae. Inga underarter finns listade i Catalogue of Life.